# Phrynella pulchra
Genre
Espèce
Statut de conservation UICN

 LC  : Préoccupation mineure
Phrynella pulchra, unique représentant du genre Phrynella, est une espèce d'amphibiens de la famille des Microhylidae.

## Répartition
Cette espèce se rencontre, :
- dans l’extrême Sud de la Thaïlande dans la province de Narathiwat ;
- en Malaisie péninsulaire ;
- en Indonésie à Sumatra et dans les îles Mentawai.

## Description
Phrynella pulchra mesure environ 40 mm. Son dos est brun avec des taches symétriques sombres dont certains sont cerclées de rose.

## Publication originale
- Boulenger, 1887 : On new Batrachians from Malacca, The Annals and magazine of natural history; zoology, botany, and geology, sér. 5, vol. 19, p. 345-348 (texte intégral).